# CANT Z.511
El CANT Z.511 fue un hidroavión comercial cuatrimotor diseñado en 1937 por el ingeniero Filippo Zappata y construido por la compañía Cantieri Riuniti dell'Adriatico (CRDA). Su desarrollo, se originó a petición de la aerolínea Ala Littoria como un avión de transporte comercial transatlántico para la ruta entre Europa y América del Sur. El prototipo voló por primera vez a finales de 1940 e Italia abandono la idea de cualquier conexión aérea con América Latina una vez que entró en la II Guerra Mundial. A partir de entonces, la Regia Aeronautica comenzó a considerar la adaptación del Z.511 como avión de patrulla marítima de largo alcance e incluso, de bombardero naval y torpedero, y se concibieron planes y misiones -nunca realizados- de todo tipo para su operación. El primer prototipo se completó y el segundo quedó en construcción. En su momento, y también hoy en día fue y es el hidroavión con flotadores de mayor tamaño construido.

## Historia y desarrollo
En 1937, la aerolínea estatal italiana Ala Littoria expresó su interés en abrir nuevas rutas a Centro y Sudamérica. En comparación con su flota de aviones trimotores existente, planeaban utilizar nuevos aviones de transporte cuatrimotor de construcción totalmente metálica, cuyo campo operativo sería el Atlántico Sur. El informe preparado por la compañía al respecto especificaba que, una disposición con cuatro motores liberaría al fuselaje de las vibraciones provocadas por el motor central que también tenía el inconveniente de reducir la visibilidad desde la cabina y propiciaba la entrada de gases. El informe, que no indicaba la preferencia por un hidroavión o un avión terrestre, sin embargo, revelaba los importantes logros en el campo de los hidroaviones e hidrocanoas de las compañías Short Brothers , Boeing, Latécoère, y Dornier Flugzeugwerke y Blohm und Voss.
Mientras tanto, el debate sobre la mejor manera de garantizar un vuelo transatlántico se desarrolló a través de varios episodios significativos, estableciéndose entre 1937 y 1938 récords de distancia y vuelos de calibración de rutas a América del Sur tanto con aviones terrestres (Savoia-Marchetti SM.79T) e hidroaviones (CANT Z.506). 
Después de demostrar las capacidades mutuas de las dos opciones, el bando dotado de mayor poder ganó el dominio. En el marco de Ala Littoria se creó una Dirección Experimental especial para las líneas atlánticas (esto fue el preludio de la formación en 1939 de la nueva aerolínea, Linee Aeree Transcontinentali Italiane - LATI, encabezada por Attilio Buseo. Ya en junio de 1938 presidió una reunión en la que se decidió utilizar aviones terrestres en lugar de hidroaviones en la nueva línea. Aunque, la elección fue difícil, resultó más rentable tanto desde el punto de vista técnico como comercial. Además de estos complejos desarrollos, en su informe anual del 30 de septiembre de 1938, Ala Littoria anunció la construcción de tres hidroaviones trimotores CANT Z.509 y la instalación del CANT Z.511. Este prototipo, en preparación, fue presentado a Benito Mussolini durante su visita a los Cantieri Riuniti dell'Adriatico en Monfalcone , y el contrato para su construcción se firmó el 13 de octubre de 1938

## Diseño
El Z.511 era un cuatrimotor de ala baja y de construcción totalmente metálica. El fuselaje tenía forma elíptica con una estructura de duraluminio y una carcasa del mismo material. El ala de un solo larguero, trapezoidal formada de cinco partes (sección central con motores, consola, punta del ala adjunta) con un diseño y un revestimiento a base de duraluminio. Los alerones y flaps eran de construcción, estructura y revestimiento totalmente metálicos. Los pasillos (túneles), a través en el borde de ataque del ala y accesibles en vuelo estaban diseñados para controlar los motores y los tanques de combustible. La cola tenía una estructura y revestimiento de dural a excepción de las partes móviles cubiertas con lona impermeable. El elevador era de tubos de acero, el timón y el compensador estaban equilibrados.
La cabina contaba con controles duales uno al lado del otro y panel de instrumentos con indicadores de parámetros de vuelo, de motores, con capacidad de vuelo por instrumentos y un piloto automático Salmoiraghi. Detrás de los asientos de los pilotos separados por un mamparo se encontraban los puestos de trabajo del operador de radio y del mecánico de vuelo.
La cabina de pasaje no estaba instalada en el prototipo, sin embargo, estaba diseñado para tener una cabina insonorizada térmicamente con una capacidad de 16 asientos de pasaje con literas abatibles equipadas con iluminación, ventilación y calefacción individuales, organizadas en cuatro compartimentos (configuración transatlántica) o en 48 plazas, en cuatro compartimentos de doce cada uno (configuración de alta densidad). A proa del habitáculo, había un aseo y una cocina, y detrás otro aseo y un trastero. El compartimento de carga inferior recorría toda la longitud del compartimento de pasajeros y era accesible en vuelo a través de túneles en el borde de ataque del ala y desde allí hasta los flotadores. Los flotadores, los de mayor tamaño construidos hasta el momento, tenían 17,50 m de largo y eran lo suficientemente altos como para permitir que una persona de pie cupiera en ellos. tenían una estructura metálica, estaban cubiertos con una funda de duraluminio y conectados al fuselaje mediante una estructura de tubos de acero; en el interior había una escalera para la comunicación entre el flotador y el túnel del ala.
Estaba previsto que el Z.511 fuera propulsado con el motor radial de doble estrella y 18 cilindros Alfa Romeo 135 Tornado de una teórica potencia de 1620 hp (1208 kW); sin embargo, a pesar de su evidente potencial, este motor se vio afectado por numerosos problemas de fiabilidad. Aunque se solucionaron muchos defectos mecánicos durante las pruebas, sufría de sobrecalentamiento y vibraciones tan graves que fue descartado, por lo que se solicitó autorización a la Direzione Generale dell'Aviazione Civile - DGAC para adquirir motores radiales norteamericanos Wright R-2600 Twin Cyclone de 1194 kW (1600 hp). Se autorizó la operación el 29 de diciembre de 1939, pero fue pospuesta hasta la primavera de 1940, aunque, debido al deterioro de la situación internacional ya no fue posible, dejando así el problema del motor sin resolver indefinidamente y acumulando enormes retrasos en las pruebas de vuelo.
Se optó finalmente por instalar motores radiales de doble estrella y 18 cilindros Piaggio P.XII R.C.35, que desarrollaban 1500 hp al despegue y 1350 hp a una altitud de 3500 m  y que, también era un motor que estaba lejos de tener éxito y adolecía de varias deficiencias. De cualquier manera, era el único motor disponible y aceptable para un avión con un peso en vacío de 20400 kg y un peso bruto de más de 33000 kg.
Los motores accionaban hélices metálicas tripalas Piaggio P.1002 de paso variable en vuelo y velocidad constante (rotazione costante) con sistemas eléctricos de control de paso. El combustible estaba alojado en los depósitos de las alas y partes auxiliares del fuselaje (1335 l), con una capacidad máxima de 16340 l. 

## Historial operativo
El Z.511 realizó sus primeros vuelos de prueba en Monfalcone, sede de la compañía CRDA entre octubre de 1940 y marzo de 1942. Entre el 28 de febrero y el 1 de marzo de 1942, el piloto jefe de pruebas Mario Stoppani logró despegar y aterrizar completamente cargado en mares muy agitados, con olas de 1,5 m y vientos de 55-65 km/h. El prototipo Z.511 en abril de 1941, por un tiempo, fue transportado a Grado, más lejos de la insegura frontera yugoslava para evaluaciones adicionales. Mientras tanto, para ahorrar espacio, hasta el 23 de junio de 1942, el segundo prototipo del CANT Z.511 seguía desmontado en los talleres de CRDA-CANT.
Después de la Conferencia de Río de Janeiro de 1942 , en la que se expresó una casi unánime solidaridad con los Estados Unidos y otros países aliados y una ruptura con las Potencias del Eje , Italia abandonó la idea de cualquier conexión aérea con América Latina.
Ya desde diciembre de 1941 tras la entrada en guerra de los Estados Unidos que, controlaban el espacio aéreo atlántico, y en 1942 del Brasil que bloqueó la posibilidad de utilizar sus aeropuertos y con ello el cese de la ruta establecida por LATI, la Regia Aeronautica comenzó a considerar la adaptación del Z.511 como avión de patrulla marítima de largo alcance y bombardero-torpedero naval con un armamento propuesto de hasta diez ametralladoras cal. 12,7 mm en los laterales, en dos torretas superiores y en posición ventral. Se hicieron planes para instalar un cañón de 20 mm en una torreta delantera o en una posición de morro acristalado, y más ametralladoras en una posición de cola.
También se estudió la opción de bombardero-torpedero, para transportar hasta 4000 kg de bombas en un compartimiento de bombas interno y debajo de las alas  y hasta cuatro puntos de anclaje, para torpedos de 454 mm, y también, un SLC Maiale para operaciones especiales o equipado con un torpedo de 533 mm; esta última disposición, -que como las otras quedaron en el papel- permitiría atacar formaciones navales enemigas sin entrar dentro del alcance del fuego antiaéreo. 
Durante el verano de 1942, se solicitó información sobre el estado y los datos recopilados en el prototipo (MM.386). El 14 de agosto de 1942, la DGCA informó la primera serie de datos relacionados con el peso, el rendimiento y la autonomía.
Por otro lado, surgieron diversos proyectos en los que el Z.511 podría realizar ciertas misiones, casi todas irrelevantes, utópicas y hasta irrealizables. Entre otros proyectos fueron tomados en consideración:
- Planes para liberar a cincuenta soldados y pilotos italianos encarcelados en Yeddah , Arabia Saudita por fuerzas anglo-árabes.
- Bombardear los puertos petroleros rusos en el Mar Negro de Batumi y Poti y en el Mar Caspio (Bakú).
- Bombardear bases británicas en el Golfo Pérsico (terminales petroleras en Bahréin).
- Una misión de propaganda que implicaba despegar desde Burdeos , y repostar dos veces gasolina de submarinos alemanes. Después, se lanzaría una tonelada de panfletos tricolores sobre la ciudad de Nueva York.
- Despliegue de SLC Maiale para atacar el puerto de Nueva York.

En el verano de 1943 la situación de Italia en la guerra se deterioraba rápidamente, realizándose el que sería el último vuelo de prueba dos días antes de firmarse el Armisticio entre Italia y las fuerzas armadas aliadas el 3 de septiembre. El 8 de septiembre de 1943, día que se hizo público la firma del armisticio, el prototipo operativo Cant.Z.511 se encontraba en la base de hidroaviones de Vigna di Valle, en el Lago de Bracciano. El personal de tierra saboteó los delgados flotadores agujereándolos para evitar que el avión cayera en manos alemanas; el avión se hundió en el lago, donde después de la guerra sus restos fueron recuperados y desguazados. En el otoño de 1943, el segundo ejemplar (completado al 82%), que seguía en los talleres CRDA Monfalcone, durante la ocupación alemana fue desmembrado para obtener el preciado y escaso duraluminio.  

## Características técnicas
Referencia datos: Enciclopedia Ilustrada de la Aviación Vol.4 pág. 1016

### Características generales
- Tripulación: 4
- Capacidad: 16 / 48
- Longitud: 28,50 m
- Envergadura: 40,00 m
- Altura: 11,00 m
- Superficie alar: 195 m²
- Peso vacío: 20417 kg
- Peso máximo al despegue: 33489 kg
- Planta motriz: 4× radial doble estrella 18 cilindros Piaggio XII R.C. 35.
  - Potencia: 1100 kW (1517 HP; 1496 CV) cada uno.
- Hélices: Tripala metálica Piaggio P.1002 de paso variable y velocidad constante

### Rendimiento
- Velocidad nunca excedida (Vne): 425 km/h
- Velocidad crucero (Vc): 330 km/h
- Alcance: 4500 km
- Techo de vuelo: 7550 m
- Régimen de ascenso: 4,16 m/s 241 m/min